# Rejon dobrowski
Rejon dobrowski (ros. Добровский район) – jednostka administracyjna w Rosji, we wschodniej części obwodu lipieckiego.
Centrum administracyjnym rejonu jest sieło Dobroje.

## Geografia
Powierzchnia rejonu wynosi 1326,43 km².
Główne rzeki rejonu: Woroneż wraz z dopływami.

## Historia
Rejon utworzono w 1923 roku.

## Demografia
W 2006 roku rejon liczył 24 700 mieszkańców.

## Podział administracyjny
W skład rejonu wchodzi 17 wiejskich jednostek administracyjnych.
- preobrażeńska
- krywiecka
- borysowska
- bolsze-chomutecka
- koreniowszczyńska
- panińska
- machonowska
- kalikińska
- krutowska
- ratczyńska
- putatińska
- zamartynowska
- trubietczyńska
- porojska
- jekaterinowska

Samodzielne jednostki administracyjne stanowią wsie: Dobroje i Wołczje.

## Miejscowości rejonu
- wieś Bolszoj Chomutiec
- wieś Borysowka
- wieś Wołczje
- wieś Zamartyńje
- wieś Kalikino
- wieś Panino
- wieś Kuliki